# Josip Šiklić
Josip Šiklić (Drniš, 11. prosinca 1953.), hrvatski kulturni radnik, povjesničar, povjesničar umjetnosti i djelatnik u prosvjeti. 

## Životopis
Rodio se je 11. prosinca 1953. u Drnišu, a odrastao u Siveriću gdje je pohađao osnovnu školu. Gimnaziju je završio 1972. u Drnišu. Nakon mature upisao je Filozofski fakultet u Zadru na kojem je diplomirao 1976. godine i stekao naziv profesora povijesti i povijesti umjetnosti. Od 1977. zaposlen je u Gimnaziji i strukovnoj školi Jurja Dobrile u Pazinu. Od 1985. do 1996.  bio je pomoćnik ravnatelja i voditelj nastave. Od 2000. g. ravnatelj je Škole. Živi i radi u Pazinu.
Član je Katedre Čakavskog sabora Pazin od 1983., od 2005. godine predsjednik je Katedre Čakavskog sabora za povijest Istre u Pazinu, a od 2011. glavni tajnik Čakavskog sabora, zatim član Matice hrvatske (bio je prvi predsjednik obnovljenog Ogranka MH, a od 1992. predsjednik Koordinacije istarskih ogranaka Matice hrvatske), Istarskog ogranka Društva hrvatskih književnika, Udruge hrvatskih srednjoškolskih ravnatelja, a od 1996. do 2005. član uredništva časopisa Nova Istra. Predsjednik je Udruge hrvatskih branitelja Domovinskog rata-Pazinštine (od utemeljenja 2001.). Autor je projekta proslave 100. obljetnice Hrvatske gimnazije u Pazinu, prve gimnazije na hrvatskom jeziku u Istri. Dobitnik je Nagrade Grada Pazina za 1999. godinu. S grupom entuzijasta osnovao je 1982. godine KUD Roženice u Pazinu. Inicijator je projekta i izdavač LP ploče Mješovitog pjevačkog zbora Roženice pod nazivom Ni ga ča je Pazin (1987. g.).
Organizirao je 20 znanstvenostručnih skupova, a svojim priopćenjima sudjelovao je na 30 znanstvenostručnih skupova.  Piše i objavljuje u novinama (Glas Istre), časopisima i godišnjacima (Nova Istra, Dometi, Jurina i Franina, Siverić, Zbornik općine Lupoglav, Zbornik općine Lanišće, Buzetski zbornik, Barbanski zapisi), tekstove o kulturno-povijesnim spomenicima, poglavito sakralnim građevinama središnje Istre, te o demografiji Istre. Bio je suradnik Istarske enciklopedije za koju je napisao 15 natuknica. Surađivao je na projektu Gradovi i općine Republike Hrvatske (2007.) za koji je obradio gradove i općine središnje i sjeverne Istre, Enciklopedije hrvatskih prezimena koju je objavio Nacionalni rodoslovni centar iz Zagreba (2008.).
Objavio je knjige Pazinski Novaki (1997.), Naše Roženice (1989.), Dvadeset godina mješovitog pjevačkog zbora Roženice (1999.), Pazinski grbovi (2004.) i Crkva svetoga Nikole u Pazinu (2006.) Uredio je osam zbornika (Lindarski zbornik, Ližnjanski zbornik, Cerovljanski zbornik, Hrvatska čitaonica u Pazinu, Hrvatska gimnazija u Pazinu, Gračaški zbornik, Tinjanski zbornik, Motovun - povijest i sadašnjost), spomen knjigu Prva hrvatska gimnazija u Istri (2009.), te 10-ak knjiga iz područja povijesnih znanosti i pedagogije, pokretač je i glavni urednika Ljetopisa Pazinske gimnazije (koji je izlazio od 2003.do 2007.). Organizirao je niza izložbi povijesnog i likovnog sadržaja.